# Синяя птица (ансамбль)
«Си́няя пти́ца» — советский вокально-инструментальный ансамбль (ВИА), существовавший с 1972 по 1991 год. Впоследствии название «Синяя птица» приняли несколько российских музыкальных групп, состоящих в том числе из бывших участников оригинального ансамбля и выступающих с его репертуаром, а также вокальный фестиваль.

## ВИА «Синяя птица»
Группа образовалась в 1972 году в г. Гомеле (Беларусь) как вокально-инструментальный ансамбль «Мы, вы и гитары». В его составе выступали Сергей Дроздов (в то время — учащийся Гомельского музыкального училища им. Н. Ф. Соколовского), Вячеслав Яцыно, Валерий Павлов, Борис Белоцерковский, Юрий Метёлкин, Яков Цыпоркин и Владимир Блюм. Впоследствии ансамбль получил название «Голоса Полесья», становился лауреатом белорусских республиканских конкурсов и всесоюзного конкурса.
В 1974 году с целью «завоевания» союзной эстрады участники «Голосов Полесья» перешли в Горьковскую филармонию в коллектив «Современник». Его полный состав образовывали Михаил Болотный и Роберт Болотный (бывший саксофонист оркестра Эдди Рознера), Борис Белоцерковский, Сергей Дроздов, Евгения Завьялова (бывшая солистка оркестра Рознера), Юрий Метёлкин и Юрий Янин.
В то же время в Москве на фирме «Мелодия» была записана пластинка-миньон, куда вошла песня Юрия Акулова на слова Леонтия Шишко «Клён» («Там, где клён шумит над речной волной…»), скоро ставшая всесоюзно популярным шлягером, суперхитом на многие десятилетия.
По рекомендации Семёна Каминского Роберт Болотный отправился в Куйбышев, там встретился с директором филармонии Константином Степановичем Лисицыным, и 10 октября 1975 года коллектив прилетел в Куйбышев для работы в филармонии. Для нового ансамбля филармонии Роберт Болотный предложил название ВИА «Синяя птица». Вышедший в это время фильм был очень популярен.
В конце 1975 года ВИА «Синяя птица» выпустила свою первую пластинку, куда вошла и песня «Клён» в исполнении Сергея Дроздова, а 22 февраля 1976 года в Тольятти состоялся первый афишный концерт коллектива, этот день обычно и считают днём рождения группы.
В 1978 году ансамбль стал лауреатом Всесоюзного конкурса артистов эстрады, гастролировал на БАМе. В 1979 году участвовал в Фестивале Банска Быстрица в Словакии и стал лауреатом международного конкурса «Братиславская лира». В 1980 году принял участие в конкурсе «Ален Мак» в Болгарии и культурной программе Олимпиады-80. Летом 1985 года принял участие в XII Всемирном фестивале молодёжи и студентов в Москве, после чего устроил гастроли за пределами СССР: в Афганистане, Танзании, Кении, Эфиопии, Бенине, Того, Анголе, Вьетнаме, Лаосе, Кампучии, на Сейшельских островах.
В 1980-х годах в составе ансамбля работал звукорежиссёром Олег Газманов.
В 1986 году группа приняла участие в Фестивале «Рок в борьбе за мир» в чешском городе Соколове, после чего отправилась на выступление в расположении контингента советских войск в Германии.
В 1987 году «Синяя птица» участвовала в Фестивале советско-индийской дружбы, в феврале 1988 году выступала в афганских городах Кабул, Баграм и Герат, а также дала множество концертов для контингента Советской Армии в Польше. Летом 1991 года группа устроила гастроли в США, осенью коллектив возвратился уже в другую, новую страну. Этим окончилась жизнь группы в прежнем составе.

## Оригинальный состав ВИА «Синяя птица»

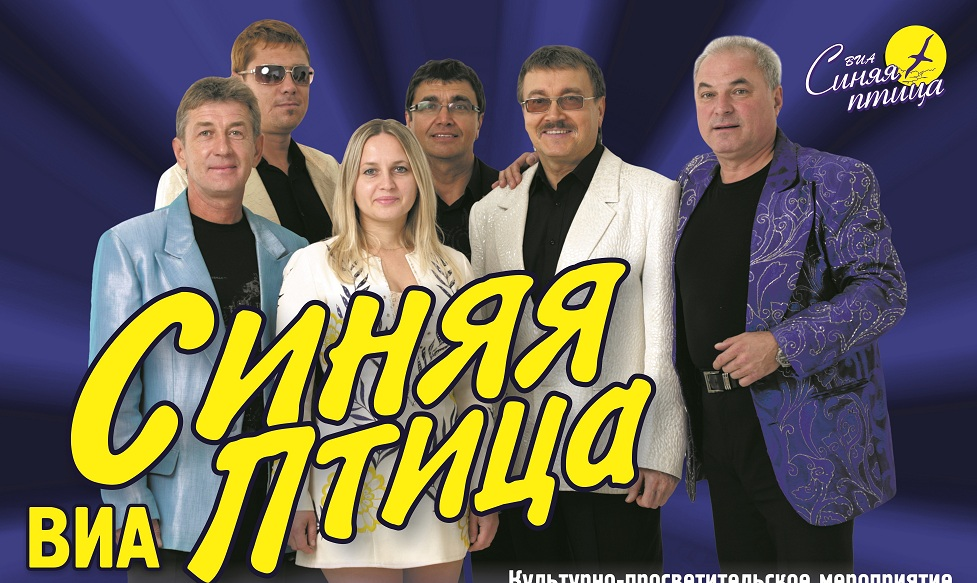
«Синяя птица» на концерте в Афганистане, 1985 год.

С 1972 по 1991 год в составе группы выступали:
- Банковский Юрий (скрипка)
- Барков Валентин (бас-гитара, вокал)
- Белоцерковский Борис (ударные)
- Болотный Роберт (худ. руководитель, саксофон)
- Болотный Михаил (муз. руководитель, клавишные)
- Варвалюк Виктор (ударные)
- Войнов Евгений (вокал)[5]
- Газманов Олег (звукорежиссёр)[4]
- Галицкий Дмитрий (клавишные, вокал)
- Гапонов Владимир (гитара)
- Дейнеко Эдуард (труба)
- Доценко Игорь (ударные)
- Дроздов Сергей (вокал, бас-гитара)
- Завьялова Евгения (вокал)
- Зверович Александр (вокал)
- Касторский Сергей (клавишные)
- Колесниченко Олег (вокал)
- Комаров Алексей (ударные)
- Нина Коста (вокал)
- Кулишевский Яков (вокал)
- Лазарева Светлана (вокал)
- Лёвкин Сергей (вокал)
- Лоос Виталий (тромбон)
- Матвиенко Геннадий (гитара)
- Мельников Валерий (труба)
- Метёлкин Юрий (вокал)
- Мостовой Александр (гитара)
- Мурыгин Анатолий (гитара)
- Панин Лев (скрипка)
- Парфенюк Николай (вокал)
- Преображенский Владимир (вокал)
- Пронин Валерий (скрипка)
- Пружинин Александр (клавишные)
- Рябков Виктор (вокал)
- Салмина Анна (вокал)
- Саруханов Игорь (гитара, вокал)
- Ульянов Владимир (скрипка)
- Хумарьян Юрий (гитара)
- Шабловский Игорь (гитара)
- Шурыгин Владимир (гитара)
- Ющенко Валерий (вокал)
- Янин Юрий (гитара)

## Дискография
Всего ВИА «Синяя птица» выпустил 7 виниловых гигантов-альбомов и 2 виниловых гиганта-сборника, 11 мини-альбомов, общим тиражом более миллиона экземпляров.

### Полноформатные альбомы
- 1977 — «Синяя птица»
- 1978 — «От сердца к сердцу»
- 1981 — «Моя любовь жива»
- 1983 — «„Синяя птица“ во Дворце спорта в Лужниках»
- 1985 — «Осенний этюд»
- 1986 — «Подземный переход»
- 1987 — «Белый причал»

### Мини-альбомы и синглы
- 1976 — «Слова»
- 1976 — «Ты мне не снишься»
- 1977 — «Мамина пластинка»
- 1978 — «Между мною и тобою»
- 1979 — «Прогулка»
- 1980 — «Пусть я ошибусь»
- 1981 — «Знаешь ты»
- 1982 — «Во Дворце спорта в Лужниках»
- 1983 — «Подорожник / Когда с тобой любовь / Задумчивая грусть / Три аккорда»
- 1983 — «Цветные звуки»
- 1985 — «День как день»

### Сборники
- 1977 — Самоцветы / Пламя / Синяя птица — «Песни на стихи Михаила Танича»
- 1979 — Синяя птица / Коробейники / От сердца к сердцу — «Золотая весна»
- 1980 — «Наедине с собой»

## После распада группы
После распада коллектива ряд его бывших участников набрали новых музыкантов и собрали концертные составы под именем «Синяя птица». Так, вошли в музыкальную жизнь «Синие птицы» Сергея Дроздова, Алексея Комарова, Дмитрия Галицкого, Сергея Арабаджи, Владимира Преображенского. В двухтысячных годах между соперничающими коллективами велись долгие судебные споры в отношении товарного знака «Синяя птица».

### «Синяя птица» Алексея Комарова

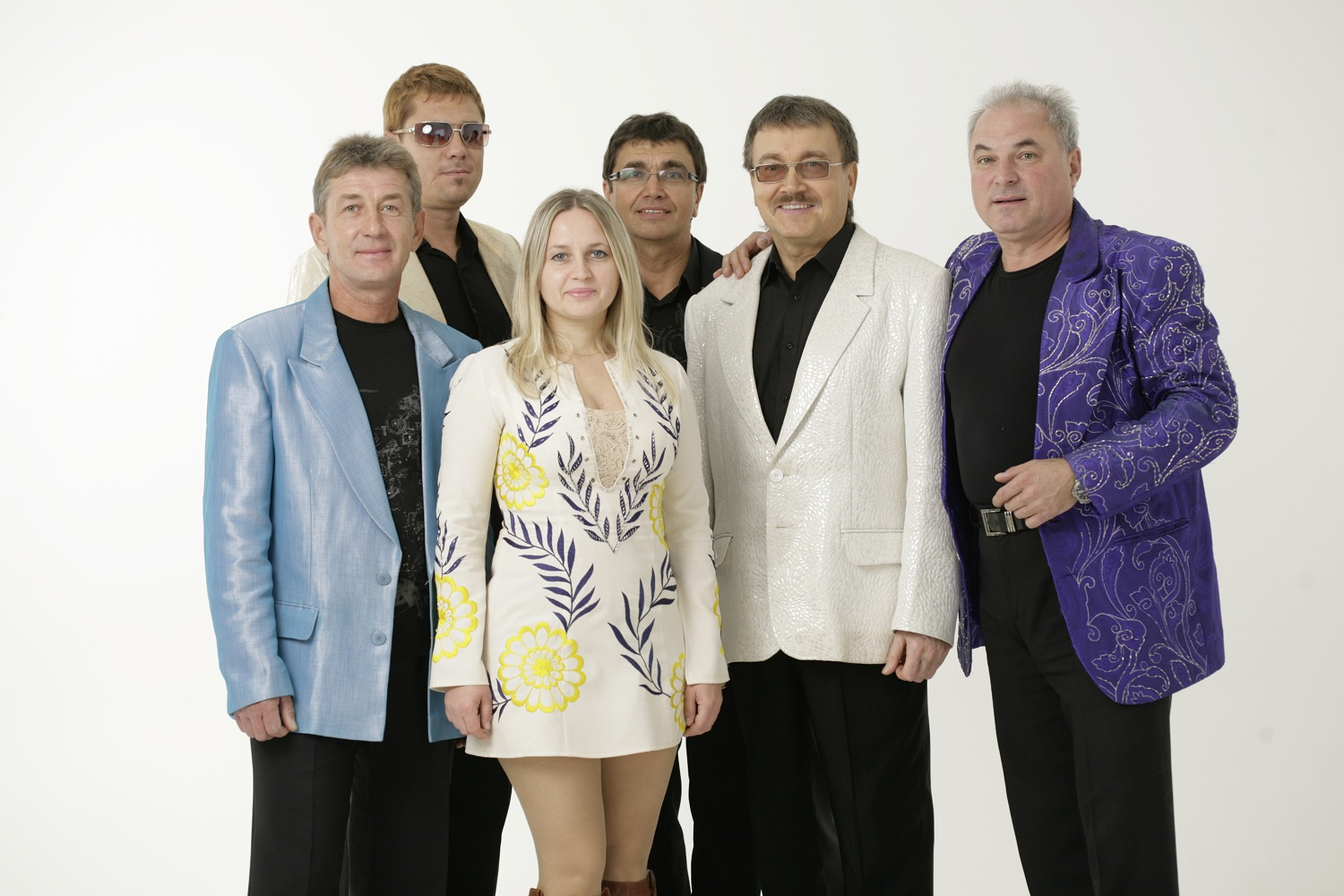
«Синяя птица» Алексея Комарова

В 1998 году в Самаре начались выступления коллектива с участием С. Лёвкина, С. Дроздова, А. Комарова, В. Баркова. С согласия и одобрения основателя коллектива Р. Болотного, после 8-летнего перерыва коллектив возобновил концертную и творческую деятельность как ВИА «Синяя птица». Позднее Сергей Лёвкин ушёл из коллектива. В апреле 2000 года в состав коллектива ненадолго вошёл Александр Дроздов (вокал, гитара, перкуссия). Идея принадлежала Алексею Комарову: «Братья Болотные, братья Комаровы, пусть будут „братья“ Дроздовы».
Сегодняшний состав ансамбля: Алексей Комаров (руководитель, ударные), Валентин Барков (вокал, бас-гитара), Александр Комаров (вокал, гитара), Сергей Лелявин (вокал, гитара), Алексей Зорин (вокал, гитара), Ольга Максимова (вокал, клавиши), Роберт Болотный (продюсер, основатель коллектива). В 2003 году в одной из телепередач Алексей Комаров говорил, что все участники ансамбля поют и пишут песни. Не поёт и не пишет только он сам, хотя на концертах Комаров поёт бэк-вокальные партии при многоголосье.
Ансамбль ведёт концертную деятельность в России и других странах.
8 сентября 2018 года на родине «Синей птицы», в Самаре, Роберт Болотный принял участие в торжественном открытии первого в России памятника песне — композиции «Клён».

### «Синяя птица» Сергея Дроздова
Некоторое время Дроздов выступал с сольными концертами. В 2002 году Сергей набрал в состав своей группы новых музыкантов, в этом составе с 2002 по 2004 года группа активно гастролировала по городам России и странам СНГ, перезаписала на студии избранные старые песни «Синей птицы», пытаясь восстановить прежнее звучание.
Дроздов часто менял музыкантов, до 2012 года из советского периода «Синей птицы» в коллективе Дроздова участвовал гитарист Владимир Гапонов. В 2005—2006 году в коллективе Сергея Дроздова выступал Сергей Лёвкин. 30 октября 2006 года в Санкт-Петербурге прошёл концерт «Золотые голоса „Синей птицы“»: Сергей Дроздов, Сергей Лёвкин, Светлана Лазарева. Через 5 дней Сергей Лёвкин ушёл из жизни. В 2004 году группа участвовала в проекте «Хит-парад 80-х».
18 ноября 2012 года руководитель и солист группы Сергей Дроздов скончался после продолжительной болезни в возрасте 57 лет.
- Дроздов Сергей (2002—2012) — вокал, гитары, автор
- Завьялов Олег — бас, аранжировки . клавишные
- Пчелинцев Александр — клавишные, труба
- Стуков Сергей — барабаны, перкуссия
- Тамарев Алексей — гитары
- Артём Бобров - бас гитара и вокал

### «Синяя птица» Дмитрия Галицкого
Группа «Синяя птица Gold Classic» была создана вокалистом и клавишником ВИА «Синяя птица» Дмитрием Галицким. Состав: Андрей Белов (клавишные), гитарист Пётр Шнайдер (дублёр Владимир Васильев), бас-гитарист Виталий Зайков, ударник Сергей Криницын (умер в один день с Дмитрием Галицким).  В 2009 году с этим составом работал и солист Валерий Ющенко  а позже и Константин Загацкий .Ансамбль давал концерты, в которые входили лучшие песни ВИА «Синяя птица» («Три аккорда», «Ты мне не снишься», «Белый теплоход», «Клён», «Ушло наше лето» и др.).  Дмитрий Галицкий ушёл из жизни 21 октября 2021 года и ансамбль прекратил своё существование.